# مقاطعة لاونديز (جورجيا)
مقاطعة لاونديز (بالإنجليزية: Lowndes County)‏ هي إحدى المقاطعات في ولاية جورجيا في الولايات المتحدة الأمريكية.

## أعلام
- حيرام كيلر